# Absolute Horizon
Absolute Horizon ist ein Jazzalbum von Adam Lane. Die am 10. Juni 2010 im Studio der Wombat Recording Company, Brooklyn entstandenen Aufnahmen erschienen 2013 auf NoBusiness Records.

## Hintergrund
Unter eigenem Namen hatte der Bassist Adam Lane in der Zeit um 2010 lediglich das Album Ashcan Rantings (Clean Feed, 2010) mit seinem Full Throttle Orchestra vorgelegt, dem Nate Wooley, Taylor Ho Bynum, Reut Regev, Tim Vaughn, Avram Fefer, David Bindman, Matt Bauder und Igal Foni angehörten. Ansonsten war Lane an Aufnahmen von Burton Greene, Seth Meicht and the Big Sound Ensemble, David Haney & Primitive Arkestra Live, Marc Edwards/Weasel Walter und Richard Tabnik beteiligt. Des Weiteren wirkte er bei Bliss Suite (Not Two, 2010) des Schlagzeugers William Hooker mit, in der auch der aufstrebende Altsaxophonist Darius Jones beteiligt war, sowie bei Jones’ Album Big Gurl (Smell My Dream) (AUM Fidelity, 2011), dessen zweiter Veröffentlichung nach Man'ish Boy (A Raw and Beautiful Thing). Im Trio mit Darius Jones und dem Schlagzeuger Vijay Anderson (seit 2000 Mitglied in Lanes Full Throttle Orchestra) nahm der Bassist schließlich sieben völlig improvisierte Stücke auf.

## Titelliste
- Adam Lane Trio: Absolute Horizon (NoBusiness Records – NBLP 68)[2]

1. Absolute Horizon 8:57
2. Stars 6:52
3. The Great Glass Elevator 7:47
4. Run to Infinity 9:50
5. Apparent Horizon 10:09
6. Bioluminescence 7:22
7. Light 10:49

Wenn nicht anders vermerkt, stammen die Kompositionen von Adam Lane. Die LP-Ausgabe enthält lediglich die Titel „Absolute Horizon“, „The Great Glass Elevator“, „Run to Infinity“ und „Bioluminescence“.

## Rezeption

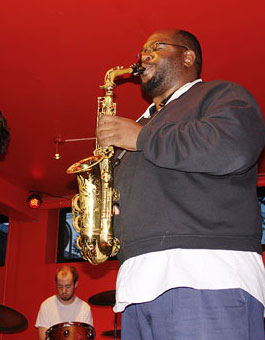
Darius Jones (Aarhus, 2010)

Mit seinem satten, tiefen Ton verleiht die Leadstimme der Gruppe, der Saxophonist Darius Jones,
dem Austausch der Musiker untereinander und den straffen Riffs Zugkraft, schrieb John Sharpe in All About Jazz, auch wenn manche seinen Einsatz elektronischer Verzerrung bei zwei Stücken im Vergleich zu seiner fein nuancierten Arbeit anderswo als unzureichend differenziert empfinden werden. Seinem Spiel auf dem Altsaxophon verleihe Jones sirupartige Süße, die in säuerliche Dissonanz übergeht, gepaart mit gefühlvollen Tönen und einem breiten Vibrato, selbst den einfachsten Phrasen emotionale Kraft. Wie man sich vorstellen kann, harmoniere Anderson hervorragend mit dem Bassisten und wechsle sanft zwischen sensiblem Begleiter und hartnäckigem Zeitnehmer. Nur eines verhindere, dass es sich hier um einen Fünf-Sterne-Auftritt handelt: Zu viele Stücke scheinen zu versiegen, statt dass sie diese mit Nachdruck beenden.
Adam Lane gehöre zu den besten und klügsten Bassisten in der neuen Welle zukunftsweisender Jazz- und Improvisationsmusiker, die zusammen mit seinen beeindruckenden Kohorten das Trio-Format nutzen würden, schrieb Glenn Astarita (All About Jazz). Hier werde jeder Tonfall, jede Tonalität und jede Nuance deutlich in die Stilisierung der Gruppe eingebettet, die auf Instant Composing basiert. Zweifellos sei die erstaunliche Synergie der Musiker eine starke zugrunde liegende Komponente. Gespickt mit ausgefallenen thematischen Ouvertüren, blühenden Tongedichten und sperrigen oder turbulenten Ausbrüchen bewege sich das Trio größtenteils im avantgardistischen Spektrum. Allein dass das Programm ausschließlich auf Improvisation aufgebaut war, sei Beweis für die beeindruckenden Interaktionen und Neuformulierungen der Künstler, die sich in jeder folgenden Entwicklung widerspiegeln würde.